# Herstellkosten
Als Herstellkosten (oder Herstellkosten des Umsatzes; englisch Cost of Goods Sold) wird in der Betriebswirtschaftslehre und insbesondere in der Kostenrechnung eine Kostenart bezeichnet, die innerhalb einer Rechnungsperiode durch die Produktion von Gütern verursacht wird, welche durch Vertrieb auf den Absatzmarkt in derselben Rechnungsperiode gelangt sind. Die Herstellkosten dürfen nicht mit den Herstellungskosten verwechselt werden.

## Allgemeines
Die Herstellkosten werden auch Umsatzkosten genannt, weil sie eng mit dem Umsatzprozess verbunden sind. Der Rechnungslegungsstandard des IFRS kennt lediglich die Herstellkosten (englisch Cost of Goods Sold). Sie sind in den meisten Unternehmen die bedeutendste Kostenart, weil sie die wichtigste betriebliche Funktion, die Produktion, betreffen.
Herstellkosten bilden die zentrale Kostenart in der Industrie. Sie setzen sich grob aus den Materialkosten und den Fertigungskosten zusammen. Im Einzelnen bestehen sie aus Fertigungsmaterial, Materialgemeinkosten, Fertigungslohn, Fertigungsgemeinkosten und Forschungs- und Entwicklungskosten. Ob die Sondereinzelkosten der Fertigung zu den Herstellkosten gehören, ist in Theorie und Praxis umstritten.

## Rechnungslegung
Die Rechnungslegungsstandards Handelsgesetzbuch (HGB) und IFRS befassen sich ausführlich mit den Herstellkosten.

### Handelsgesetzbuch
Da die Herstellkosten lediglich beim Umsatzkostenverfahren des § 275 Abs. 3 Nr. 2 HGB von Bedeutung sind, heißen sie hier „Herstellungskosten der zur Erzielung der Umsatzerlöse erbrachten Leistungen“.

### IFRS
IAS 2 schreibt folgende Komponenten der Herstellkosten vor: Materialkosten, Fertigungskosten und sonstige Kosten wie etwa Sondereinzelkosten der Fertigung (Herstellkosten: IAS 2.12 bis 2.14; sonstige Kosten: IAS 2.15 bis 2.17). Die Fertigungskosten enthalten Einzelkosten sowie variable und fixe Gemeinkosten. Die fixen Gemeinkosten werden den verschiedenen Produkten mit einem Verteilungsschlüssel zugerechnet und müssen auf Basis der Normalbeschäftigung ermittelt werden. Für die Einbeziehung der Fremdkapitalkosten besteht ein Aktivierungswahlrecht (IAS 23).

## Unterschied zwischen Herstellungskosten und Herstellkosten
Die Wertkonventionen Herstellungs- und Herstellkosten unterscheiden sich wie folgt:
| Wertkonvention     | betriebliche Funktion                        | ja/nein                 |
| ------------------ | -------------------------------------------- | ----------------------- |
| Herstellkosten     | Beschaffung Produktion Lagerbestand Vertrieb | Nein · Nein · Nein · Ja |
| Herstellungskosten | Beschaffung Produktion Lagerbestand Vertrieb | Ja · Ja · Ja · Ja       |

Die Herstellungskosten betreffen die gesamte Produktion einer Rechnungsperiode, gleichgültig, ob die Produkte fertiggestellt, in den Lagerbestand übernommen oder verkauft wurden. Die Herstellkosten des Umsatzes betreffen dagegen lediglich die in den Vertrieb gelangten Produkte („Umsatzkosten“). Der Rechnungslegungsstandard des IFRS kennt ausschließlich die Herstellkosten (englisch Cost of Goods Sold). Das wird im Umsatzkostenverfahren gemäß § 275 Abs. 3 Nr. 2 HGB übernommen („Herstellungskosten der zur Erzielung der Umsatzerlöse erbrachten Leistungen“).
| Materialeinzelkosten             | Materialkosten   | Herstellkosten 1 |
| Materialgemeinkosten             | Materialkosten   | Herstellkosten 1 |
| Fertigungseinzelkosten           | Fertigungskosten | Herstellkosten 1 |
| Fertigungsgemeinkosten           | Fertigungskosten | Herstellkosten 1 |
| Sondereinzelkosten der Fertigung | Fertigungskosten | Herstellkosten 1 |

Zusammen mit den Entwicklungs- und Konstruktionskosten (Einzel- und Gemeinkosten) ergeben sich die Herstellkosten 2.

## Umfang
Fertigungsgemeinkosten beinhalten kalkulatorische Kosten wie kalkulatorische Abschreibungen und kalkulatorische Zinsen, so dass auch diese fiktiven Kosten zum Bestandteil der Herstellkosten werden. Verwaltungs- und Vertriebsgemeinkosten hingegen zählen nicht zu den Herstellkosten, sondern werden lediglich zur Ermittlung der Selbstkosten herangezogen. Die Herstellkosten sind die rechnerische Bezugsbasis für die Verwaltungsgemeinkosten und die Herstellkosten des Umsatzes für die Vertriebsgemeinkosten in der mehrstufigen Zuschlagskalkulation.
Der Begriff Herstellkosten ist nicht deckungsgleich mit der gesetzlichen Wertkonvention der Herstellungskosten, die im Bilanz- und Steuerrecht verwandt wird. Letztere dürfen weder kalkulatorische Kosten, Forschungskosten noch Verwaltungsgemein- und Vertriebsgemeinkosten beinhalten. Die Herstellungskosten dürfen angemessene Verwaltungskosten enthalten, die wiederum nicht zu den Herstellkosten gehören.

## Herstellkosten der Produktion und des Umsatzes
Herstellkosten der Produktion und des Umsatzes (HKPU) sind alle Kosten, die für die in einer Rechnungsperiode hergestellten und verkauften Produkte angefallen sind, unabhängig davon, ob diese Produkte fertiggestellt sind oder nicht und ob die Produkte verkauft sind oder nicht. Als Herstellkosten des Umsatzes (HKU; englisch Cost of Goods Sold) werden in der Kostenträgerzeitrechnung diejenigen Kosten bezeichnet, die bei der Herstellung eines Produkts anfallen; die HKU sind mithin nur für die fertigen und verkauften Produkte entstanden. Sie werden zur Berechnung des Vertriebsgemeinkostenzuschlagsatzes sowie des Verwaltungsgemeinkostenzuschlagsatzes benötigt.